# Amt Manderscheid (Kurtrier)
Das Amt Manderscheid war ein vom 14. Jahrhundert bis zum Ende des 18. Jahrhunderts bestehender Verwaltungs- und Gerichtsbezirk im Kurfürstentum Trier.

## Geschichte
Kaiser Otto II. schenkte dem Bistum Trier unter Bischof Eb. Theoderich von Trier 973 den Kyllwald an dessen Endpunkt Manderscheid liegt. Während seiner fast sechsjährigen Fehde (1141–1147) gegen den Grafen von Luxemburg um die Trierer Reichsabtei St. Maximin eroberte Bischof Albero von Montreuil 1145 die Burg Manderscheid. 1160 ging sie endgültig in trierischen Besitz über.
Kern der Organisation des Erzstiftes Trier im Hochmittelalter waren diese Landesburgen. Sie sicherten die Macht des Erzstiftes und wurden durch Burggrafen geleitet. Im 14. Jahrhundert entstand eine Ämterorganisation. Kurfürst Balduin von Luxemburg bildete nach französischem Vorbild eine Ämterverwaltung. An der Spitze der Ämter stand nun ein Amtmann. In der Amtszeit Balduins war das Amt Manderscheid eines der 30 urkundlich erwähnten Ämter.
Im 15. Jahrhundert wurde das Amt gemeinsam mit dem Amt Hillesheim an Johann Hurt von Schönecken, Dietrich Lontzen gen. Roben, Hermann Boos von Waldeck und Pfalzgraf Philipp verpfändet und konnte erst 1504 wieder eingelöst werden.
Erzbischof Johann VI. (1556–1567) ordnete am 26. November 1556 mit Zustimmung der Landstände in Koblenz eine vierjährige Landsteuer an. Je 1000 Gulden Vermögen betrug die Steuer 3,5 Gulden. Am 20. Juli 1563 forderte er Berichte aller Ämter an, die über die Orte und die dortigen Steuerzahler Auskunft geben sollte. Im Amt Manderscheid gab es danach folgende Orte: Manderscheid, Bleckhausen, Forellenhof, Niederstadtfeld, Schutz, Hof Hahn, Mehren, Neunkirchen, Pützborn, Gillenfeld, Deudesfeld, Landscheid, Burg, Binsfeld, Hof Hütt, Hof Mulbach, Niederkail, Raskopp, Himmerod, Altenhof, Bergweiler, Arenrath, Minderlittgen, Plein, Gipperath, Niederöfflingen, Greimerath, Hof Reitzenrath, Hasborn, Willwerscheid, Diefenbach, Niederscheidweiler.
Im 18. Jahrhundert erfolgte eine Reorganisation des Amtes. Es setzte sich gemäß der Amtsbeschreibung von 1785 aus folgenden Bestandteilen zusammen:
- Pflege Oberort: Manderscheid, Bleckhausen, Schutz, Niederstadtfeld, Oberstadtfeld, Weidenbach und Deudesfeld
- Pflege Niederort: Niederöfflingen, Gipperath, Plein, Greimerath und Niederscheidweiler
- Pflege Hochgericht Landscheid: Landscheid, Burg, Niederkail, Binsfeld, Arenrath, Bruch und Bergweiler
- Kondominium Neunkirchen-Pützborn: Neunkirchen, Pützborn und Gemünden (anteilig, der Teil jenseits des Baches gehörte zum Amt Daun) (neben Trier war der Herzog von Arenberg Mittherr)

Daneben gehörten die Höfe Altenhof, Mulbach, Raskopp, Hütt, Hau, Mellich und Hassau zum Amt.
Mit der Einnahme des Linken Rheinufers durch französischen Revolutionstruppen wurde das Amt nach 1794 aufgelöst. In der Franzosenzeit gehörte das Gebiet zum Kanton Manderscheid.

## Amtsgebäude

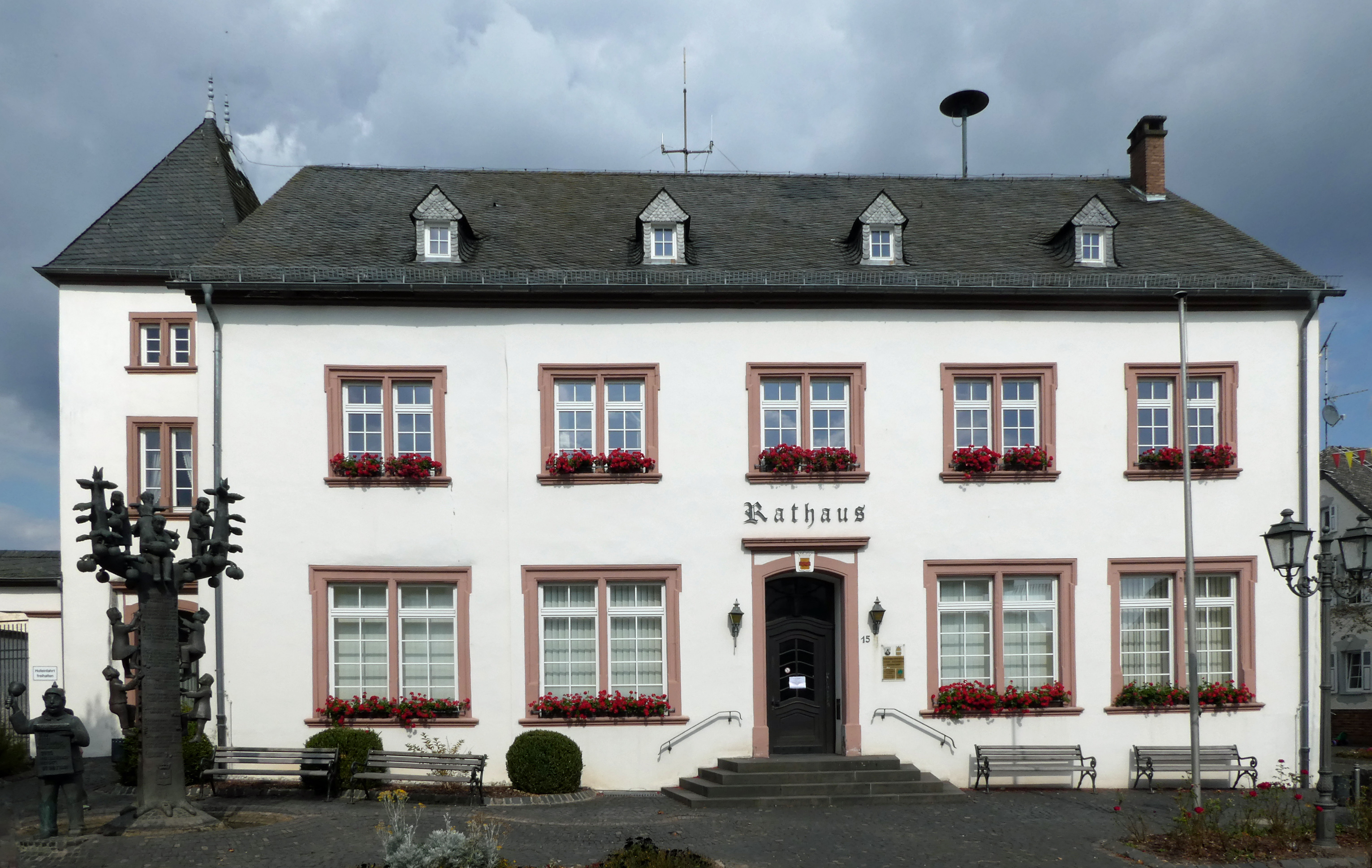
Ehemals kurfürstliche Kellnerei

Sitz des Amtmanns waren zunächst die Burgen. In der zweiten  Hälfte des 16. Jahrhunderts wurde die kurfürstliche Kellerei erbaut, die heute als Rathaus dient. Der fünfachsiger Putzbau mit Adresse Kurfürstenstraße 15 steht unter Denkmalschutz.
Koordinaten: 50° 5′ 34,9″ N, 6° 48′ 45,2″ O